# Central Pacific Railroad

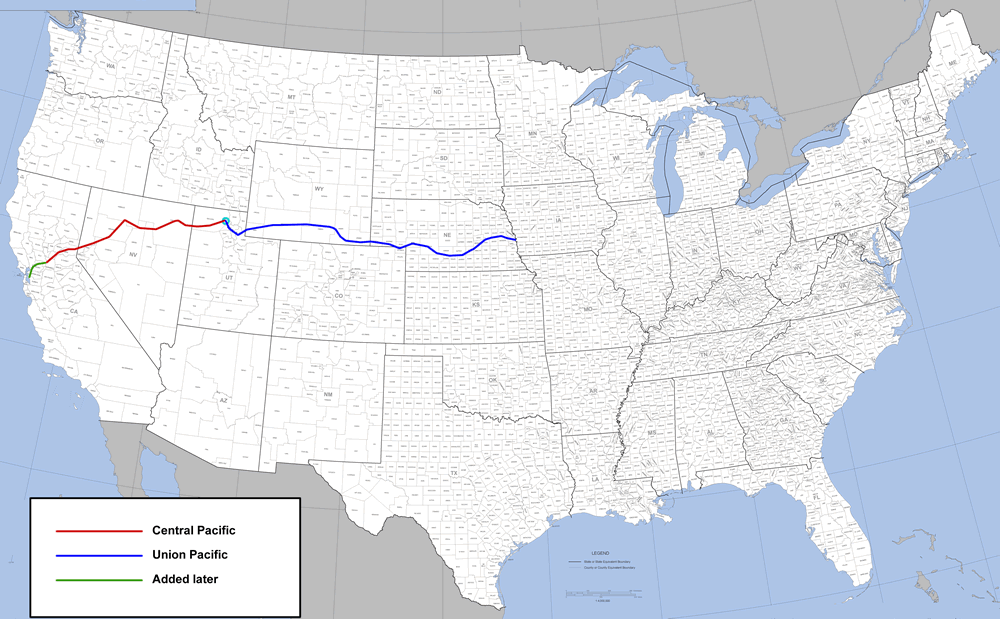
Percorso della prima transcontinentala americana. Central Pacific (in rosso, ad ovest) e Union Pacific (blu) si incontrarono in Utah nel 1869

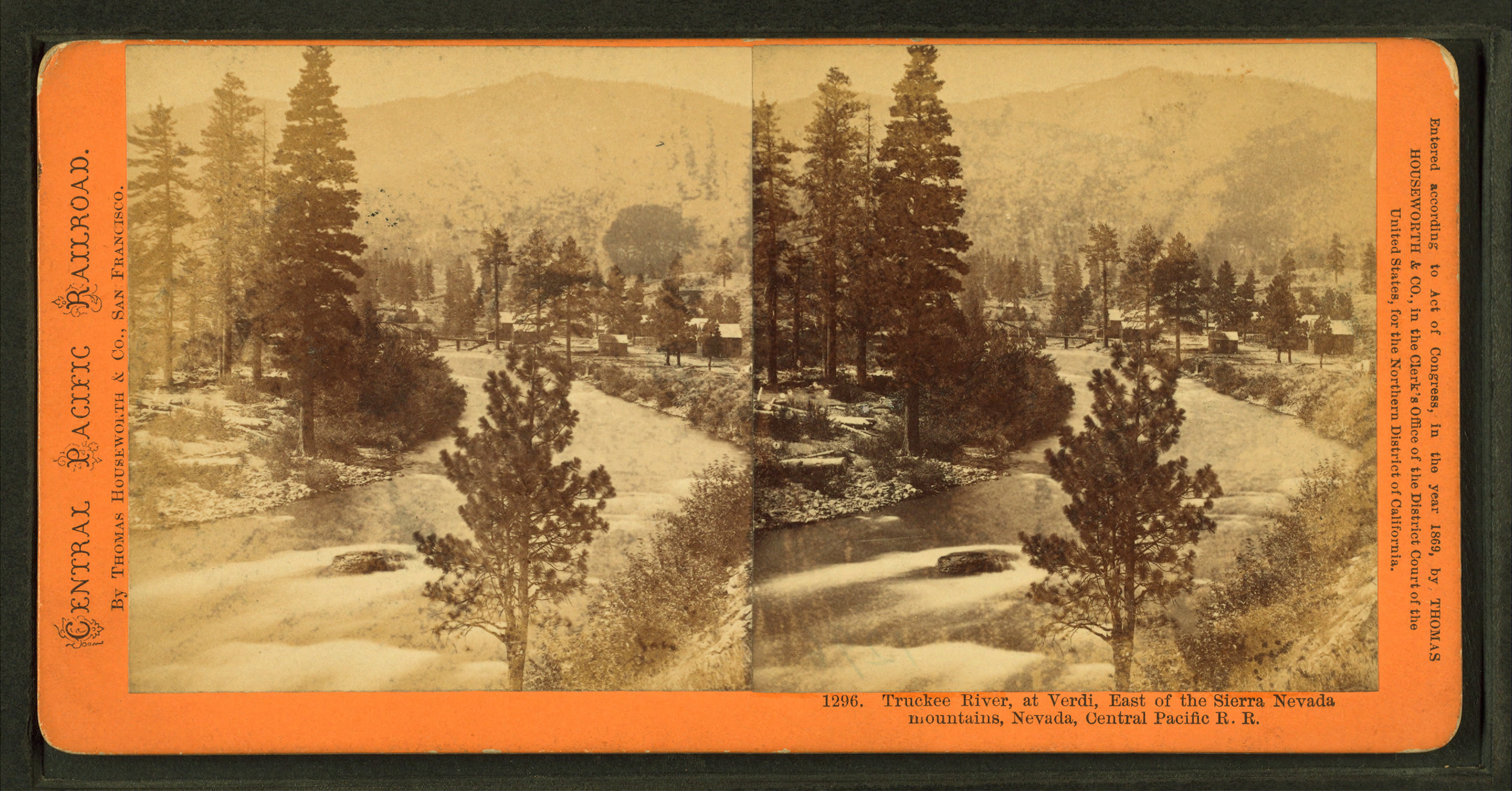
Fiume Truckee a Verdi, in Nevada. Quando Central Pacific Railroad vi arrivò nel 1868, Charles Crocker prese un foglio di carta da una cappello e lesse il nome di Giuseppe Verdi; così la città prese il nome del compositore italiano

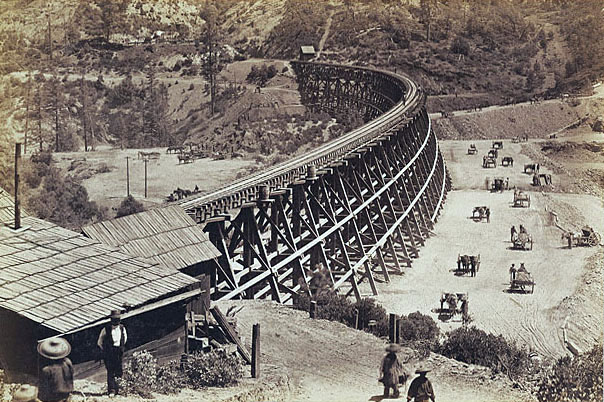
Trestle, Central Pacific Railroad, 1869

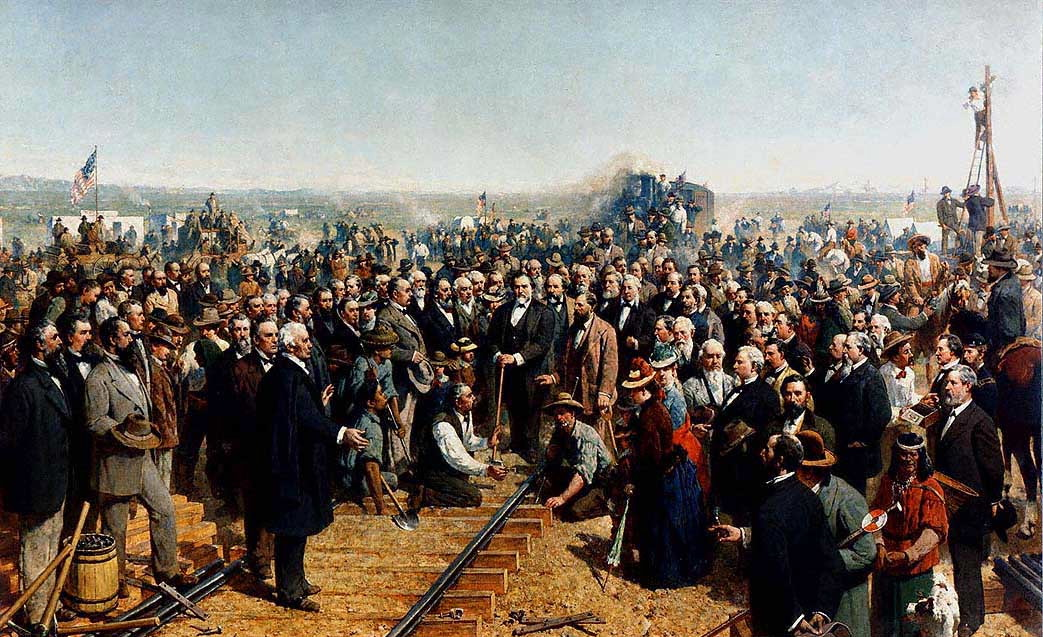
The Last Spike, dipinto di Thomas Hill, (1881)

Central Pacific Railroad (in acronimo, CPRR) è l'antico nome della compagnia che costruì una rete ferroviaria tra la California e lo Utah partendo dalla parti orientali della West Coast degli Stati Uniti d'America negli anni sessanta del XIX secolo a completamento della parte occidentale della First Transcontinental Railroad del Nord America. È infine confluita nella Union Pacific Railroad.

## Storia

### Prodromi
Il 28 giugno del 1861 si costituì la società "Central Pacific Rail Road of California" con l'intento di costruire una rete ferroviaria. 
Il progetto della Central Pacific Railroad, approntato da Theodore Judah venne autorizzato dal Congresso il 1º luglio 1862; con la firma del Presidente Abraham Lincoln il Pacific Railway Act divenne esecutivo. Il provvedimento, autorizzando il sistema ferroviario a raggiungere la costa sul Pacifico comprendeva anche la Union Pacific Railroad.
Il progetto di costruzione della rete transcontinentale aveva trovato negli anni precedenti difficoltà ad essere recepito dal Congresso in quanto il dibattito congressuale era concentrato sui temi dello schiavismo che provocarono la secessione degli Stati del Sud. Proprio il contesto bellico favorì l'approvazione dello Union Pacific Act of 1862; la legge autorizzava il finanziamento della rete ferroviaria con l'emissione di bond ferroviari di Stato suscettibili di interessi e mediante vaste concessioni terriere con cui finanziarsi. Sia il governo che le ferrovie conseguirono quindi utili dall'aumento di valore delle terre assegnate in proporzione alla lunghezza di ferrovia costruita. La ferrovia, una volta costruita, assicurava al governo il trasporto veloce di posta, truppe, munizioni e il servizio di trasporto di merci di Stato.

### Iniziano le costruzioni

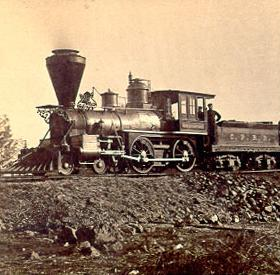
La Gov. Stanford una delle prime locomotive

I finanziamenti e la costruzione ferroviaria furono gestiti da un gruppo di quattro uomini di affari di Sacramento, in California: i cosiddetti Big Four, Leland Stanford, Collis Huntington, Charles Crocker e Mark Hopkins.
L'8 gennaio 1863 a Sacramento, allo sbocco del fiume omonimo, si svolse la cerimonia di apertura dei cantieri. Il 26 ottobre 1863 venivano stese le prime rotaie. Il 26 aprile 1864 la ferrovia della "Central Pacific" raggiungeva Roseville, 18 miglia (29 km) per collegarsi con la California Central Railroad che cooperava tra Folsom e Lincoln. Il 3 giugno 1864 il primo treno Central Pacific poteva partire da Sacramento per raggiungere Newcastle.
L'8 ottobre 1864 la ragione sociale della compagnia venne modificata in "Central Pacific Railroad of California" in seguito all'entrata in vigore dell'emendamento al Pacific Railroad Acts.

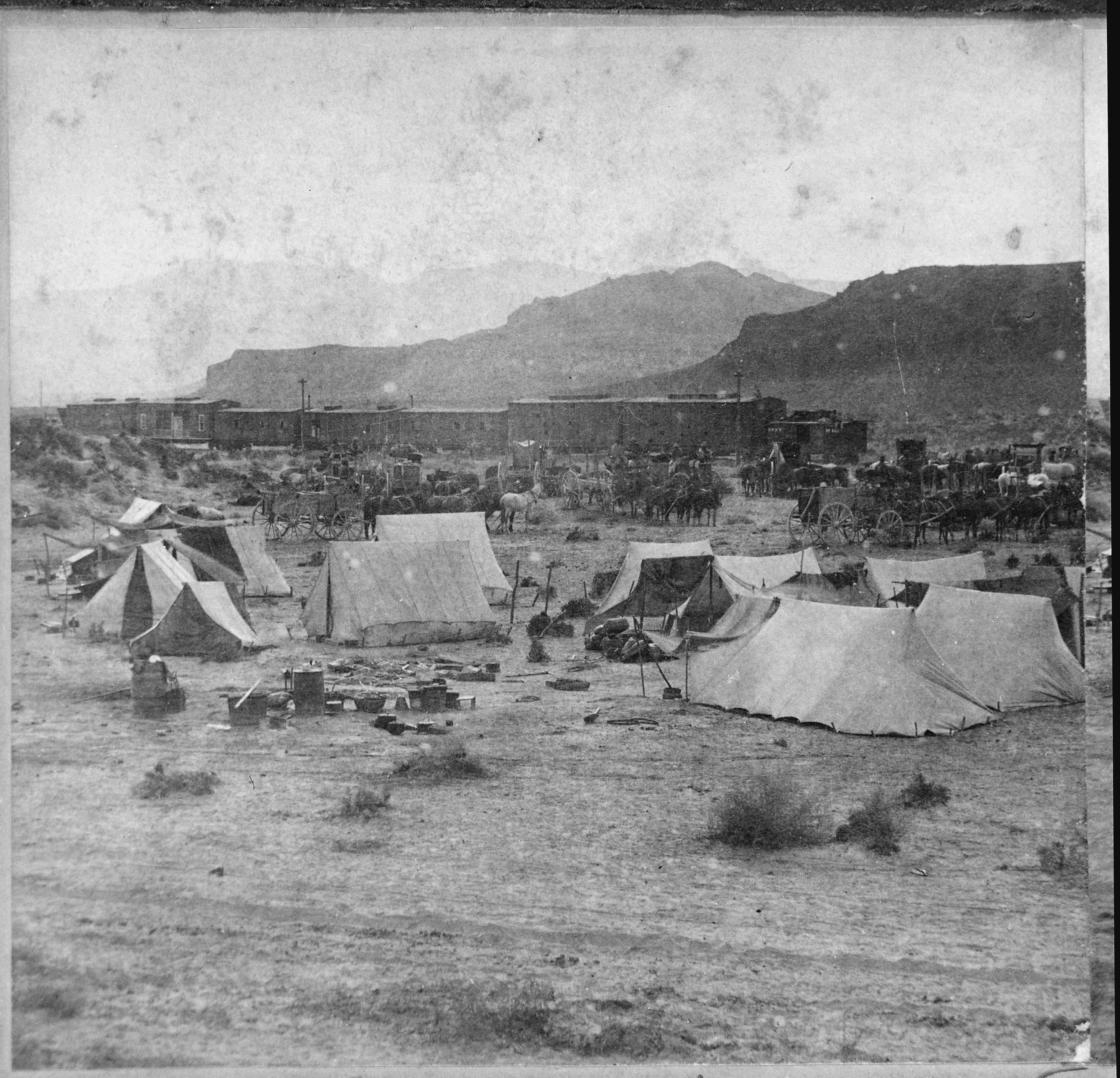
Capolinea di Humboldt River Canyon, Nevada, 1868

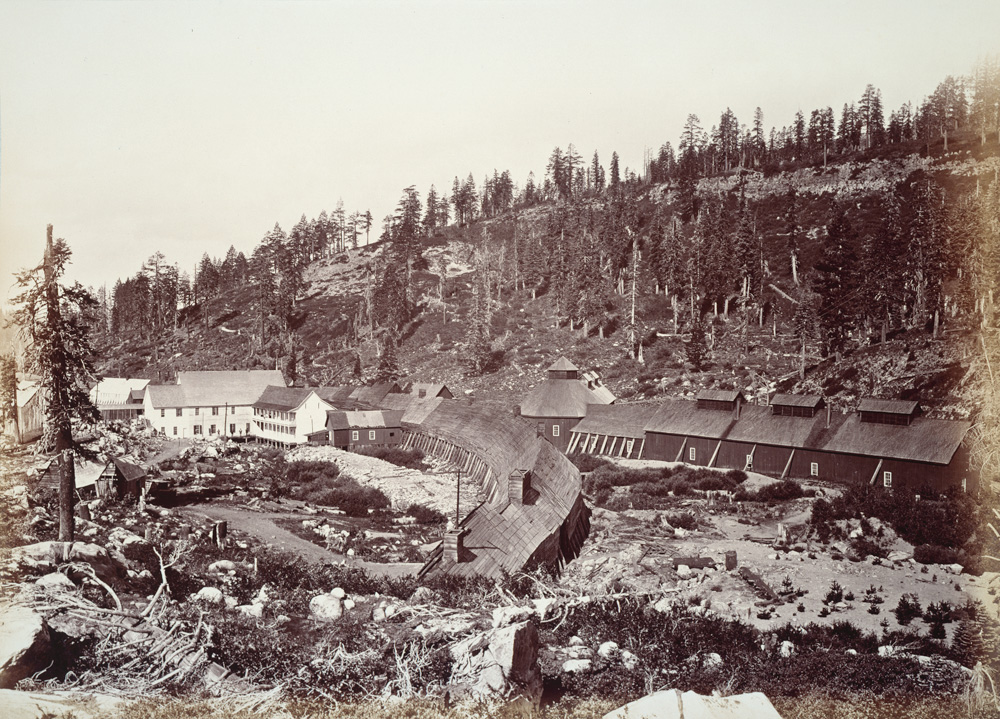
Stazione culmine della ferrovia a Sierra Navada

Il 13 maggio del 1865 vennero attivati 58 km di linea fino ad Auburn e, il 1º settembre, 87 km di lionea fino a Colfax. Il 3 dicembre dell'anno dopo la Central Pacific attivava 148 km di linea fino a Cisco.
Il 28 agosto 1867 dopo 5 anni di lavori estenuanti venne raggiunto il Donner Pass, sulla Sierra Nevada e superato mediante una galleria di 506 m; il 1º dicembre 1867 la Central Pacific aprì al traffico il tratto fino al culmine della Sierra Nevada, lungo 169 km.
Il 18 giugno 1868 il primo treno passeggeri attraversò la Sierra Nevada al Lake's Crossing (oggi Reno) ai piedi orientali della Sierra, nel territorio dello Stato del Nevada.
Il Golden spike della connessione tra la ferrovia occidentale e la Union Pacific Railroad fu piantato a Promontory, nello Utah, il 10 maggio 1869; il 15 maggio i primi treni transcontinentali percorrevano la nuova linea da Sacramento.
L'8 novembre 1869 le sussidiarie della Central Pacific, Western Pacific Railroad e San Francisco Bay Railroad completarono il ramo finale, connettendo Sacramento e Oakland (in territorio californiano).
Il completamento della ferrovia rese possibile percorrere in 8 giorni il tragitto da costa a costa in luogo dei mesi occorrenti con altri mezzi di trasporto.

### Fusioni e acquisizioni: fine della compagnia
Nel corso degli anni la Central acquisì la Stockton and Copperopolis Railroad, la Stockton and Visalia Railroad
e la Western Pacific Railroad (1862-1870).
Il 23 giugno 1870 la Central Pacific si fuse con la Western Pacific Railroad e la San Francisco Bay Railroad dando luogo alla "Central Pacific Railroad Co.". Il 22 agosto 1870 entrarono a far parte della nuova entità anche la "Central Pacific Railroad", la California & Oregon, la San Francisco, Oakland & Alameda e la San Joaquin Valley Railroad.
Nonostante le operazioni finanziarie la redditività della rete era insufficiente; il 1º aprile 1885 la Central Pacific Railroad fu presa in affitto dalla Southern Pacific Company tuttavia, il 30 giugno 1888 risultava tra le compagnie non operative nell'elenco dell'ICC.
Riorganizzata il 29 luglio 1899 come Central Pacific Railway mantenne tale "corporate identity" fino al 1959 quando fu assorbita dalla Southern Pacific.
Nel 1996 la Union Pacific acquistò la Southern Pacific mettendo fine all'esistenza della controllata Central Pacific.

### Il lavoro dei cinesi nella costruzione della Central Pacific
Nelle costruzioni vennero impiegati 12.000 immigrati Cinesi, dal 1868 l'80% dell'intera forza lavoro.
L'impiego di operai cinesi fu considerato indispensabile per la costruzione della Central Pacific Railroad; si iniziò con 50 operai nel febbraio 1865 e presto divennero migliaia. Le condizioni di lavoro erano durissime e la loro retribuzione era la minore in assoluto; 31 dollari al mese ma dovevano pagarsi il vitto e l'alloggio.

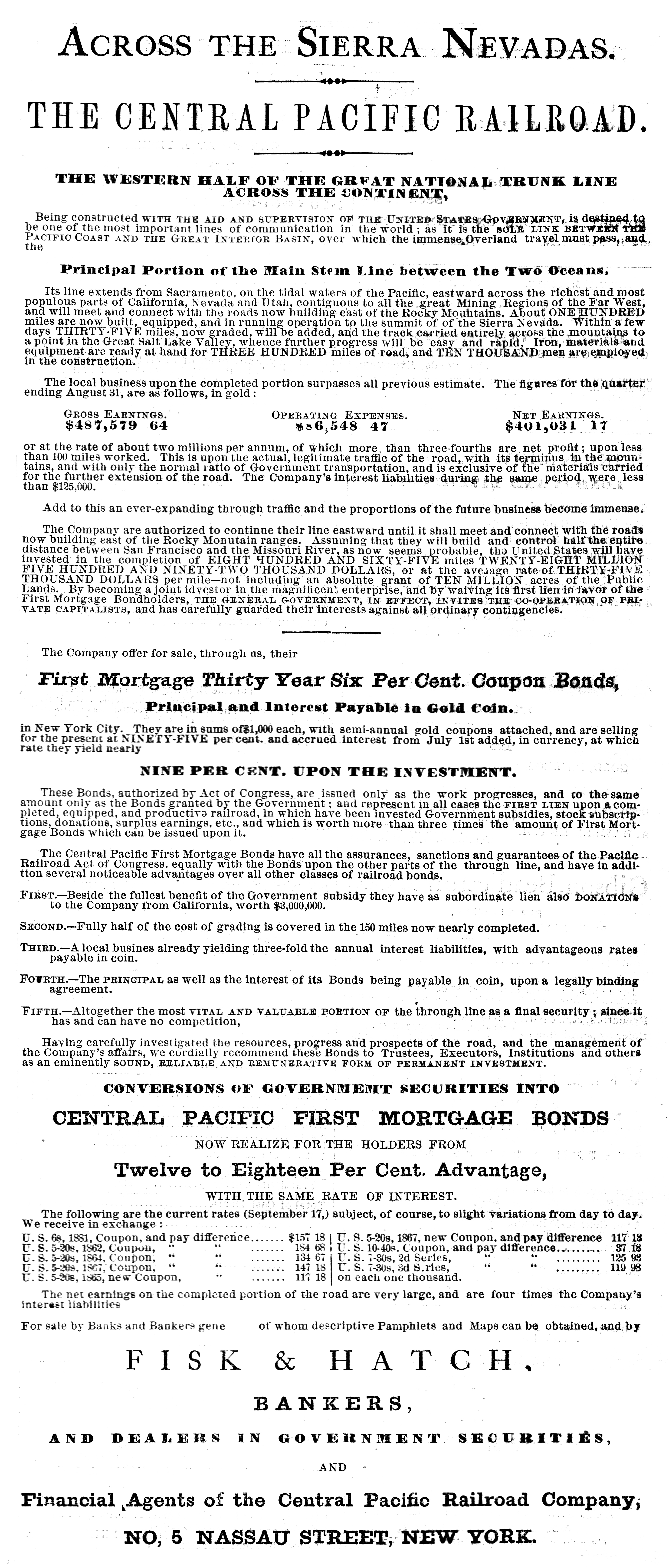
Avviso di primo ammortamento dei Bond CPRR (1867)

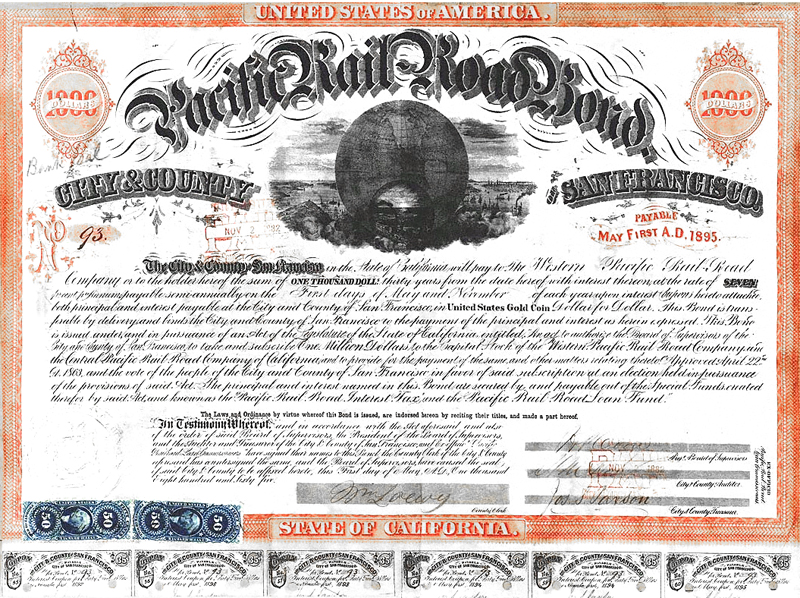
Pacific Railroad Bond di San Francisco, emesso nel 1863

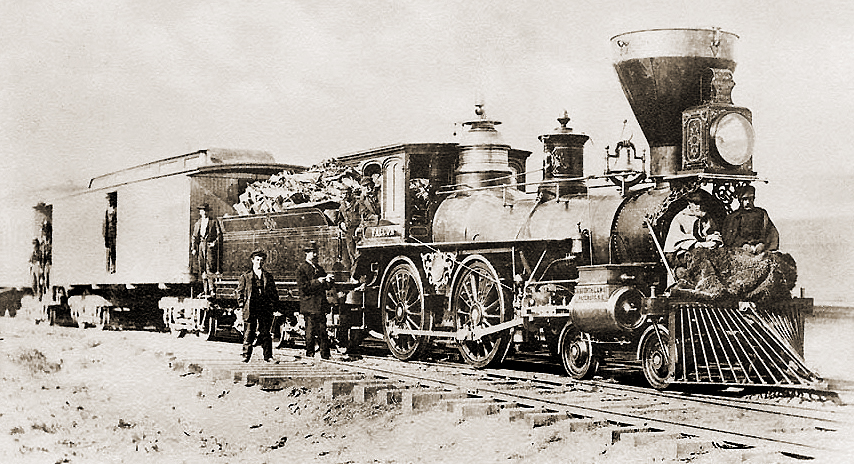
La CPRR 113 Falcon, di costruzione Danforth e rodiggio White 4-4-0, ad Argenta, in Nevada, il 1 marzo 1869

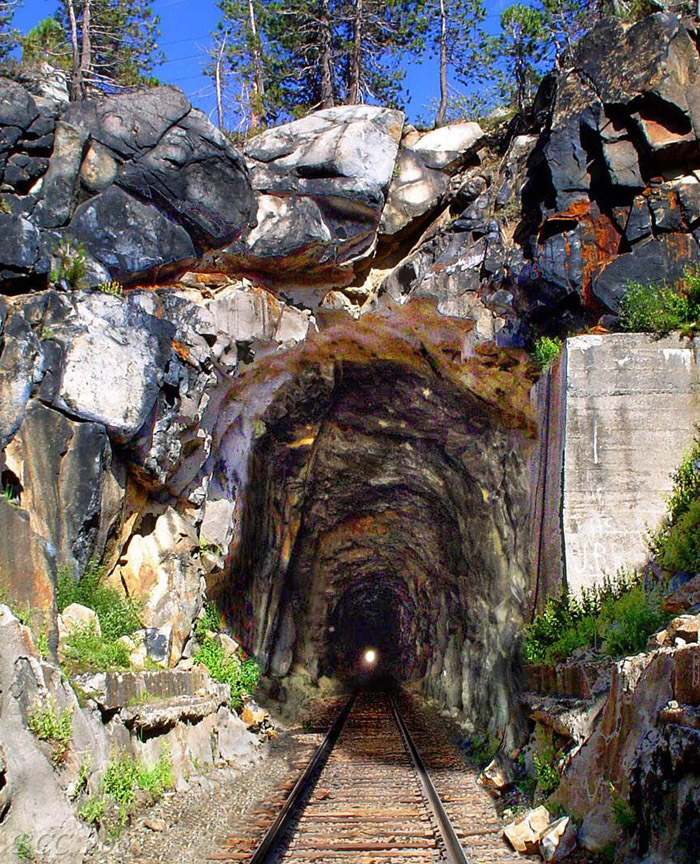
Tunnel di valico, portale ovest